# De bevingade
De bevingade är en nitton sidor lång lyrisk essä av den danska diktaren Hans Hartvig Seedorff. Den gavs ut 1959, och översattes till svenska av Anna-Lisa Hanström. I Sverige kom den att fungera som förord till Nordens fåglar i färg.
Essän är en hyllning till fågeln, som påbörjas efter att en väninna till berättarjaget hittar en död fågel som måste begravas. Begravningen väcker tankar till liv, om kärlek, död, liv och religion. Bokens frontespis är en etsning av Göran Brunius Sommar, och omslaget sammansattes av Harry Kumlien. Essän gavs ut som nyårshälsning från Allhems Förlag 1959-1960.